# Analytisk filosofi
Analytisk filosofi är ett samlingsnamn på en av huvudströmningarna i 1900-talets filosofi som karaktäriseras av ett starkt betonande av begreppsanalys och undersökningar av språket som filosofins uppgift. Den analytiska filosofin har historiskt haft dominerande ställning i Storbritannien och USA.  Riktningen brukar därav också kallas anglo-amerikansk filosofi. Grundandet av riktningen brukar tillskrivas Bertrand Russell, G.E. Moore och ibland inkluderas också Frege som en grundande figur till skolbildningen.  Termen används ofta som kontrast till kontinental filosofi, en term som tycks skapats i kontrast till analytisk filosofi. Vissa forskare menar dock att termen kontinental snarare är pejorativ än beskrivande. I Sverige är all filosofisk undervisning inom den högre utbildningen av den analytiska varianten, förutom ett undantag där undervisning i kontinental filosofi sker, nämligen Södertörns högskola.

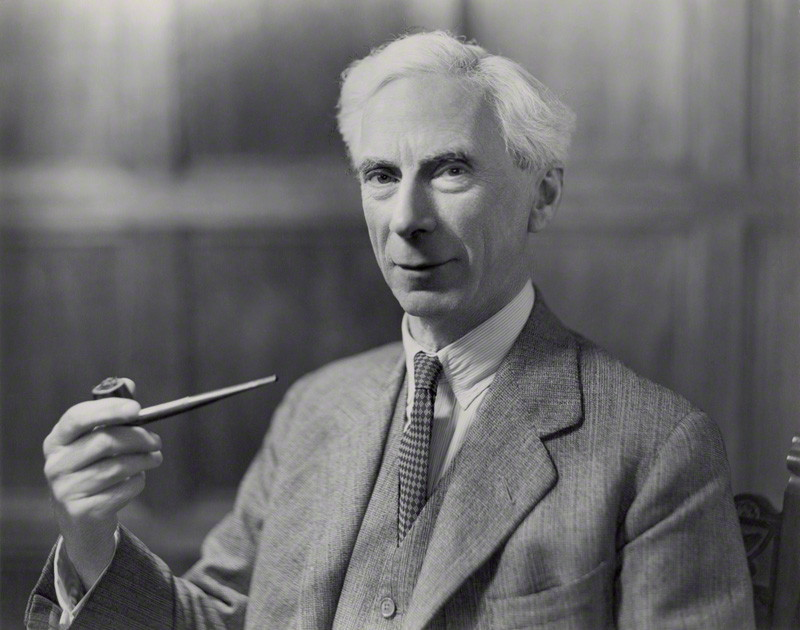
Bertrand Russell anses vara en av den analytiska filosofins grundare.

I svensk analytisk filosofi finns även ytterligare en uppdelning i den analytiska filosofin, den mellan praktisk respektive teoretisk filosofi. Praktisk filosofi åsyftar här etik, och teoretisk filosofi snarare vetenskapsteori.
Denna uppdelning finns dock endast i Sverige och Finland.

## Definitionsproblem
Analytisk filosofi är svår att definiera. Den analytiska filosofins företrädare har således brett förlitat sig på att kontrastera sin egen inriktning mot andra typer av filosofi; särskilt filosofiska riktningar vilka uppfattats som skarpa kontraster till den egna verksamheten. Således kontrasterades initialt analytisk filosofi mot brittisk idealism. När detta inte längre dög, kontrasterades riktningen mot "traditionell filosofi" i bred bemärkelse. Senare opponerade man sig mot klassisk fenomenologi; därefter existentialism och senare kontinental filosofi. Trots att klassisk pragmatism företer likheter med analytisk filosofi, betraktas dock pragmatikerna som en egen tradition.

### Den nuvarande kontrasteringen
Då den analytiska filosofin förgrenat sig i en rad olika riktningar, är det svårt att finna gemensamma teser för alla dessa. Man ska kanske snarare finna den analytiska filosofins kännetecken i en viss metod eller i ett visst arbetssätt. Analytisk filosofi strävar efter precision och för detta sätter man stor tilltro till formella metoder som logik och sannolikhetresonemang. Man vänder sig ofta emot vad som kan upplevas som överflödig terminologi och avancerade språkliga framställningar; många inom den analytiska filosofin har en uttryckt målsättning att säga saker och ting tydligt så att vem som helst i teorin ska kunna förstå, även om det innebär att man bortser från vissa aspekter av verkligheten. Trots detta inkluderar den analytiska filosofin exempelvis formell och informell logik, något som det, precis som den hos kontinentala filosofin kan upplevas som "svårt".
Analytisk filosofi kan på detta sätt sägas inta en gemensam attityd närmre positivismen, till skillnad från vissa författares mer antireduktionistiskt orienterade strömningar som ofta sorterar under samlingsbeteckningen kontinental filosofi.

### Problem med den nuvarande kontrasteringen
Vissa menar rent av att det är helt lönlöst att försöka, och att uppdelningen mellan kontinental och analytisk filosofi de facto uppkommit för att filosoferna inom akademien ska kunna göra anspråk på att vara "riktiga filosofer". Detta resonemang motiveras vanligen genom att det för det första, är omöjligt att peka ut någon skarp gräns vilken inte är godtycklig. En författare jämför det med att dela upp bilar i kategorierna framhjulsdrivna och japanska. För det andra att den analytiska filosofin i mångt och mycket föddes i Tyskland och Österrike, alltså på kontinenten, respektive att den metodologi som ibland påstås vara särskild för den analytiska filosofin inte enbart huserar inom denna tradition.

## Historia
Frege har varit central för riktningen; han var en föregångare till Russell i logiken och semantiken likaväl som Russells elev Ludwig Wittgenstein. Källan till att den analytiska filosofin inte utgör en enhetlig skolbildning precis som den kontinentala filosofin sökes lämpligen hos de två grundarna och deras olika syn på hur filosofi bör bedrivas. Russell sökte främst att med hjälp av den moderna formallogiken upptäcka språkliga satsers logiska form, som ibland fördunklas av deras grammatiska form. Moore hade å andra sidan hela tiden det så kallade sunda förnuftet som ledstjärna i sitt arbete, vilket tog sig uttryck i att han såg filosofins uppgift som att kunna förklara common sense-sanningars betydelse, snarare än att ifrågasätta dessa. Båda uppfattade och betecknade dock också sin metod som logisk-analytisk (se logisk analys).
Den analytiska filosofin uppstod först i Europa och spred sig sedan vidare till stora delar av den övriga engelskspråkiga världen. Problemen och idéerna vilka gav upphov till den analytiska filosofin härstammade från den tysk-österrikiska miljön under 1800-talet. I Wien hade Moritz Schlick samlat en grupp filosofiintresserade antimetafysiker, den så kallade Wienkretsen. Den andre mannen i kretsen var Rudolf Carnap. Schlicks primära analytisk-filosofiska influens kom från Moore; Carnaps kom från Russell. Schlick menade, att filosofin skulle klargöra satser (vad de betyder) och vetenskapen skulle verifiera (eller falsifiera) dem. Carnap menade att filosofin var den logiska syntaxen för vetenskapens språk.
Wittgensteins tidiga tänkande hade legat nära Russell; Wittgensteins sena tänkande var nästan antirussellskt (se Ludwig Wittgenstein). Tillsammans med J.L. Austin gav Wittgenstein upphov till en vardagsspråksfilosofi (se särskilt Ryle, Austin och Ayer). Som namnet antyder ligger fokus på klargörandet av innebörden i vardagsspråkets uttryck och vardagsspråkets funktion i mänskligt liv och tänkande. (Vissa skulle hellre kalla vardagsspråksfilosofin lingvistik.)
En "vetenskapsspråksfilosofi" (vetenskapsteori) har också vuxit upp kring den analytiska filosofin. Karakteristiskt för denna är strävan att beskriva den vetenskapliga praktiken samt sökandet efter djupstrukturer vilka kan förklara ytstrukturerna. Även sådana traditioner som marxismen har på vissa håll smälts samman med den analytiska filosofin. Denna kallas då analytisk marxism. Ytterligare en del av den analytiska filosofin är pragmatismen, främst företrädd av Willard van Orman Quine. Analysen är holistisk och gränser blir suddigare.
Etik och moralfilosofi var från början inte en särskilt viktig gren av den analytiska filosofin. Med Rawls traditionsenliga klassiker A Theory of Justice (1971) har dock även dessa frågor angripits med den analytiska filosofins verktyg, vilket har lett till en stor och växande litteratur.